# Софер

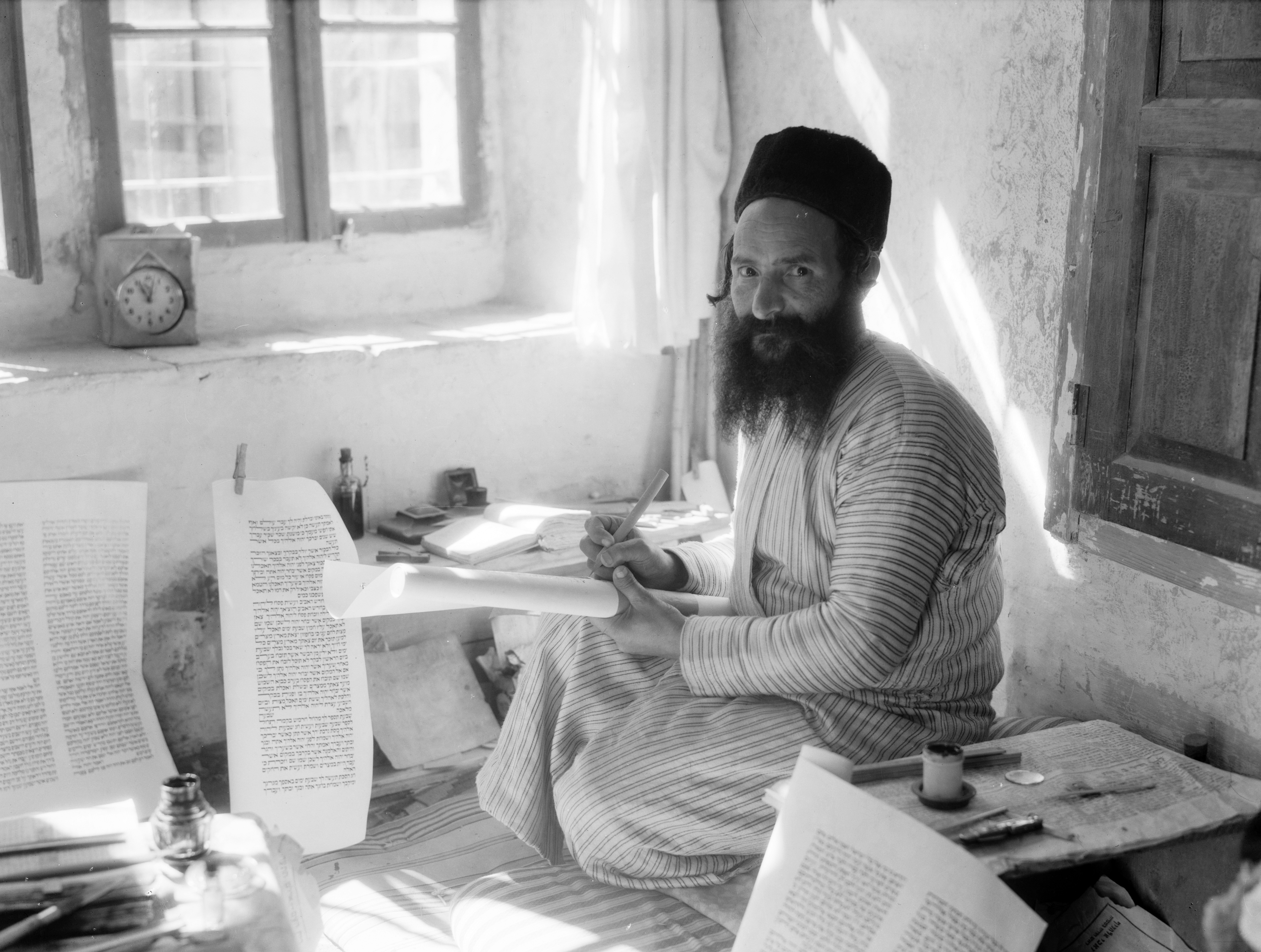
Переписчик Шломо Вашади за работой

Со́фер (ашкеназ. со́йфер, ивр. סופר‎, мн. ч. סופרים‎, софри́м; др.-греч. γραμματεΐς, лат. scribae, рус. кни́жники), также со́фер-стам (аббрев. סופר סת״ם‎, сефер Тора, тфилин, мезуза), или перепи́счик сви́тков — еврейская религиозная специальность по написанию свитков Торы, пергаментов для тфилин и мезуз, свитков Эстер и других книг Танаха. Иногда тот же метод письма используется также при написании различных каббалистических амулетов (камеот).
Манускрипты пишут особым квадратным письмом, так называемым «ассирийским» шрифтом. Этим письмом были начертаны Скрижали Завета, он сохранялся в среде священников Храма. К моменту вавилонского изгнания он очень узко использовался евреями, которые для повседневных записей пользовались так называемым «финикийским» письмом. Поэтому пророки Ездра и Неемия провели реформу письма, канонизировав по возвращении из вавилонского изгнания правила написания этим письмом. Потому шрифт и назван «ассирийским» — в честь вернувшихся из Ассирии. Пророки Ездра и Неемия в еврейской традиции называются также «писцами» (ха-софри́м).

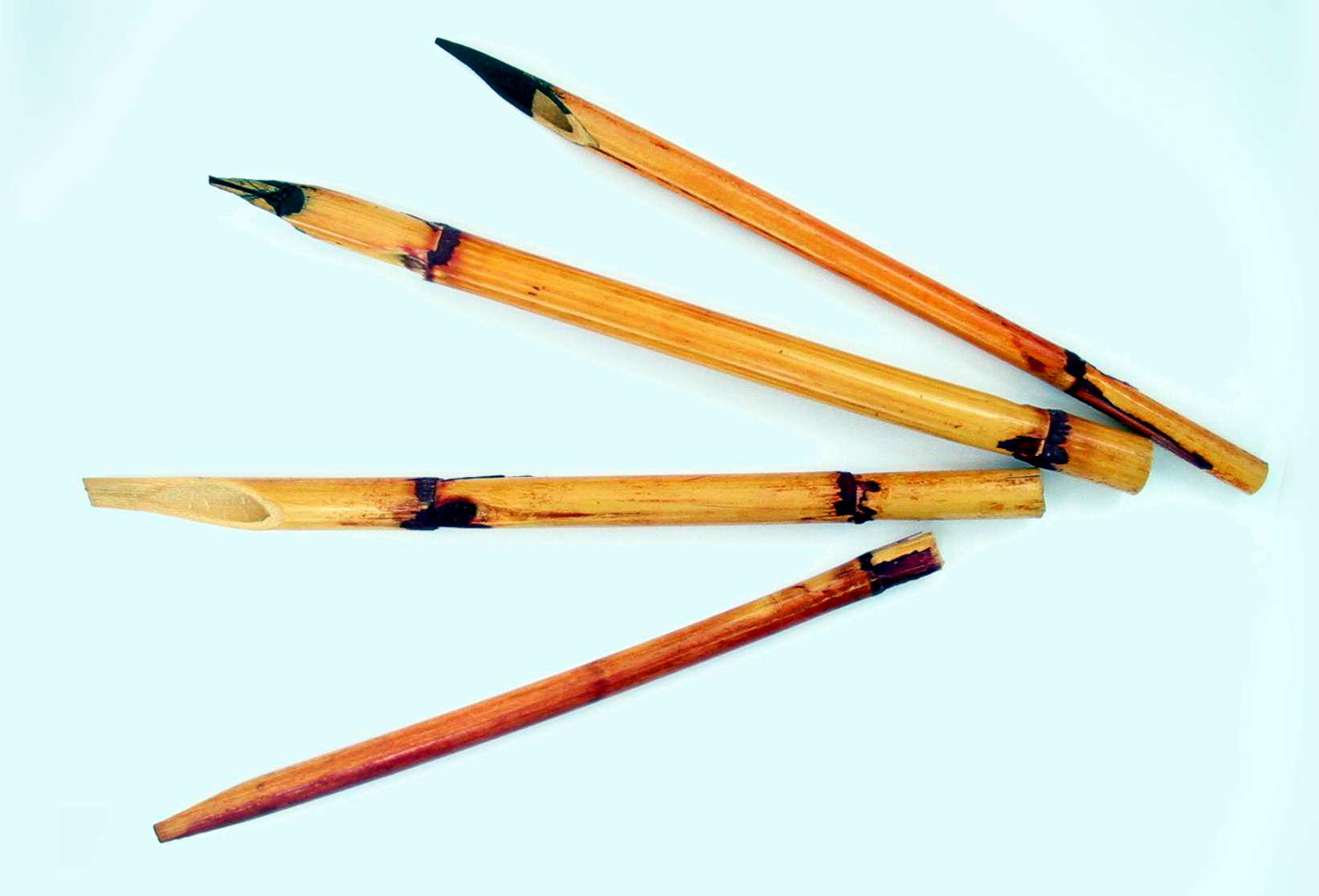
Кульмус — тростниковое перо для написания пергаментных (папирусных) свитков

Написание манускриптов требует специальной техники, знания законов написания букв, особой сосредоточенности. От софера требуется особая богобоязненность и честность, тщательное выполнение заповедей Торы.
Соферы образовали учёную комиссию или корпорацию, известную под названием «великой синагоги», а впоследствии — «Синедриона». Число членов этой корпорации было неопределённым; впоследствии оно приблизительно определялось в 70 человек.

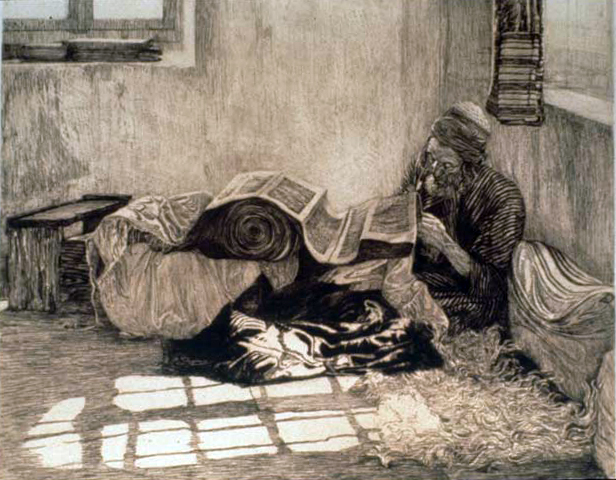
Работа Эфраима Моше Лилиена

Согласно первой книге Паралипоменон, писцы-соферы (в синодальном тексте Библии переведено как «соферийцы») жили в одном из городов колена Иудина — в городе Иавис или Иабец (יעבץ‬; Ιαβες; Iabes, 1Пар. 2:55). Поскольку писцы-соферы занимались написанием религиозных текстов, то они происходили в основном из колена Левия. Соферы стали первыми толкователями текстов Священного Писания.
В христианстве соферы известны под именем «книжники». В Новом Завете, в Евангелии, Иисус Христос многократно обращается к книжникам с различными обличениями, начиная их с фразы: «Горе вам, книжники и фарисеи, лицемеры» (Мф. 23:13, 23:14, 23:15, 23:16, 23:23, 23:25, 23:27, 23:29).
Епифаний Кипрский в своей книге «На восемьдесят ересей» выделил книжников в особую иудейскую секту, что не является верным, книжники могли быть как фарисеями, так и саддукеями. Более поздние христианские авторы: Иоанн Дамаскин (VIII век) в книге «Περὶ αἱρέσεων ἐν συντομίᾳ ἑκατόν, ὅθεν ἤρξαντο καὶ πόθεν γέγονασιν» («О ста ересях вкратце») и Никита Хониат (XIII век) в книге «Θησαυρὸς ὀρθοδοξίας» («Сокровище православия»), использовавшие сочинение Епифания «Панарион», повторяя деление Епифания, писали о книжниках как об отдельной иудейской ереси.